# 瓊格河
瓊格河是俄羅斯的河流，屬於維柳伊河的左支流，由薩哈共和國負責管轄，河道全長1,092公里，流域面積約49,800平方公里，發源自中西伯利亞高原。